# Wiener Porzellanmanufaktur
Die Wiener Porzellanmanufaktur (Kaiserlich privilegierte Porcellain Fabrique) war eine Porzellanmanufaktur in Wien-Alsergrund, die 1718 gegründet wurde und bis 1864 bestand; sie war nach Meißen die zweitälteste Porzellanmanufaktur Europas.

## Du-Paquier-Periode (1718–1744)

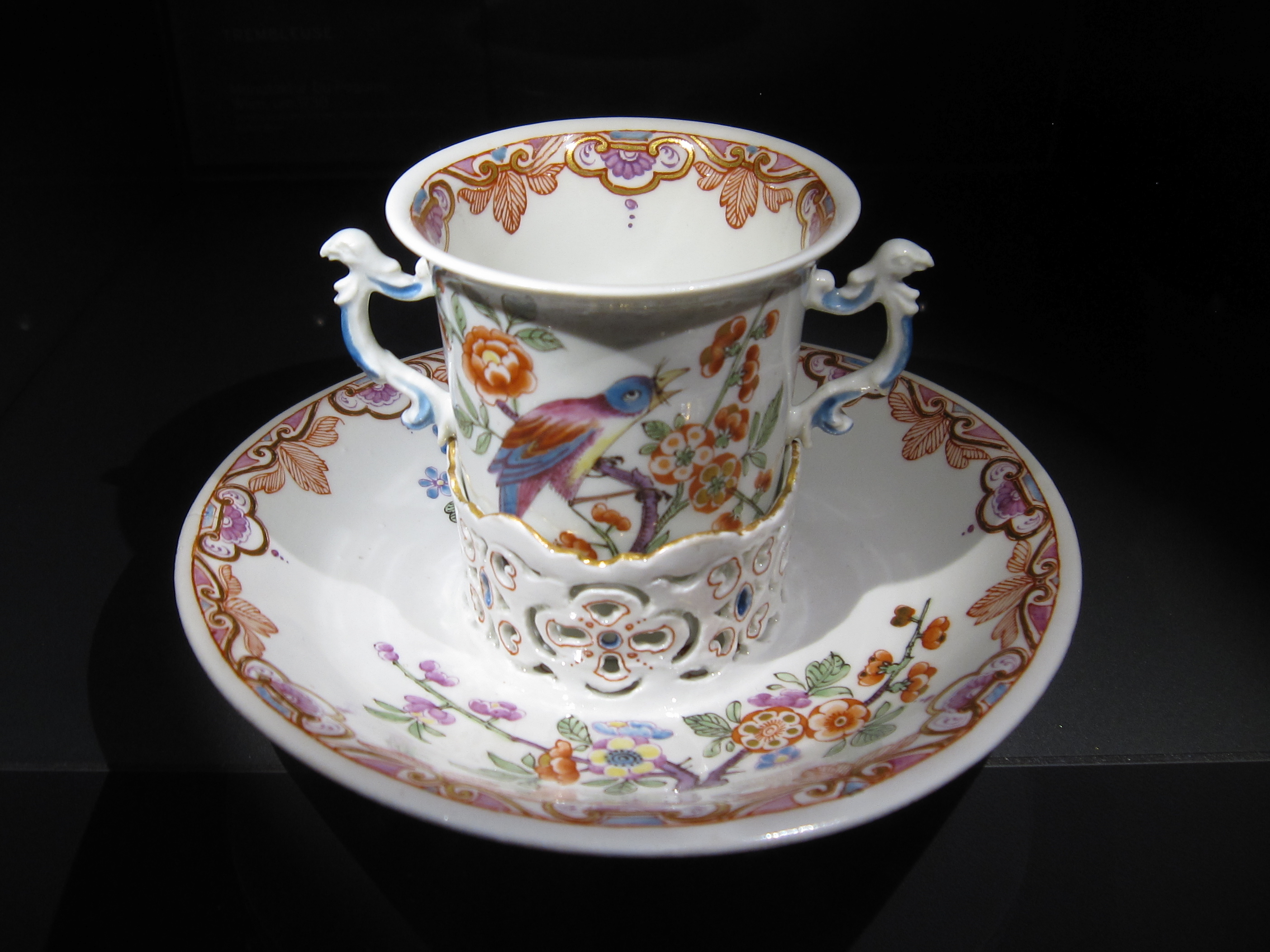
Eine trembleuse aus der Manufaktur du Paquier (Wien, um 1730)

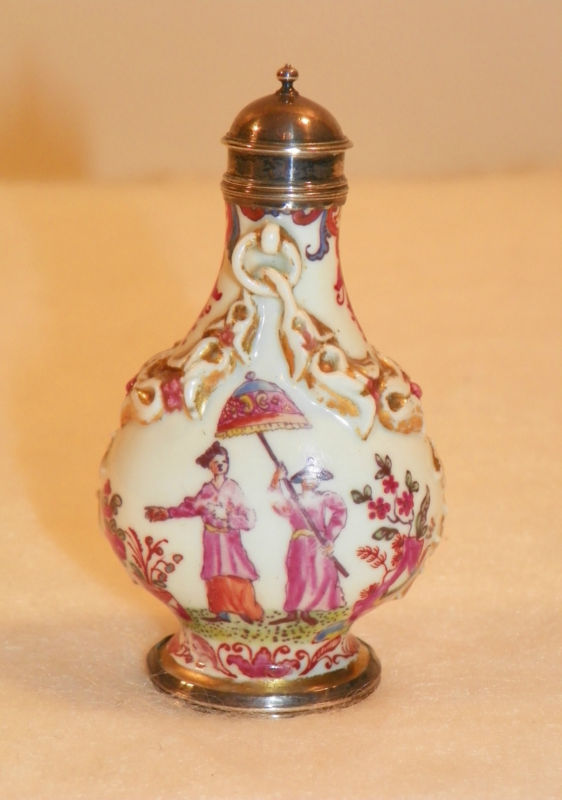
Schnupftabak-Flasche, um 1730

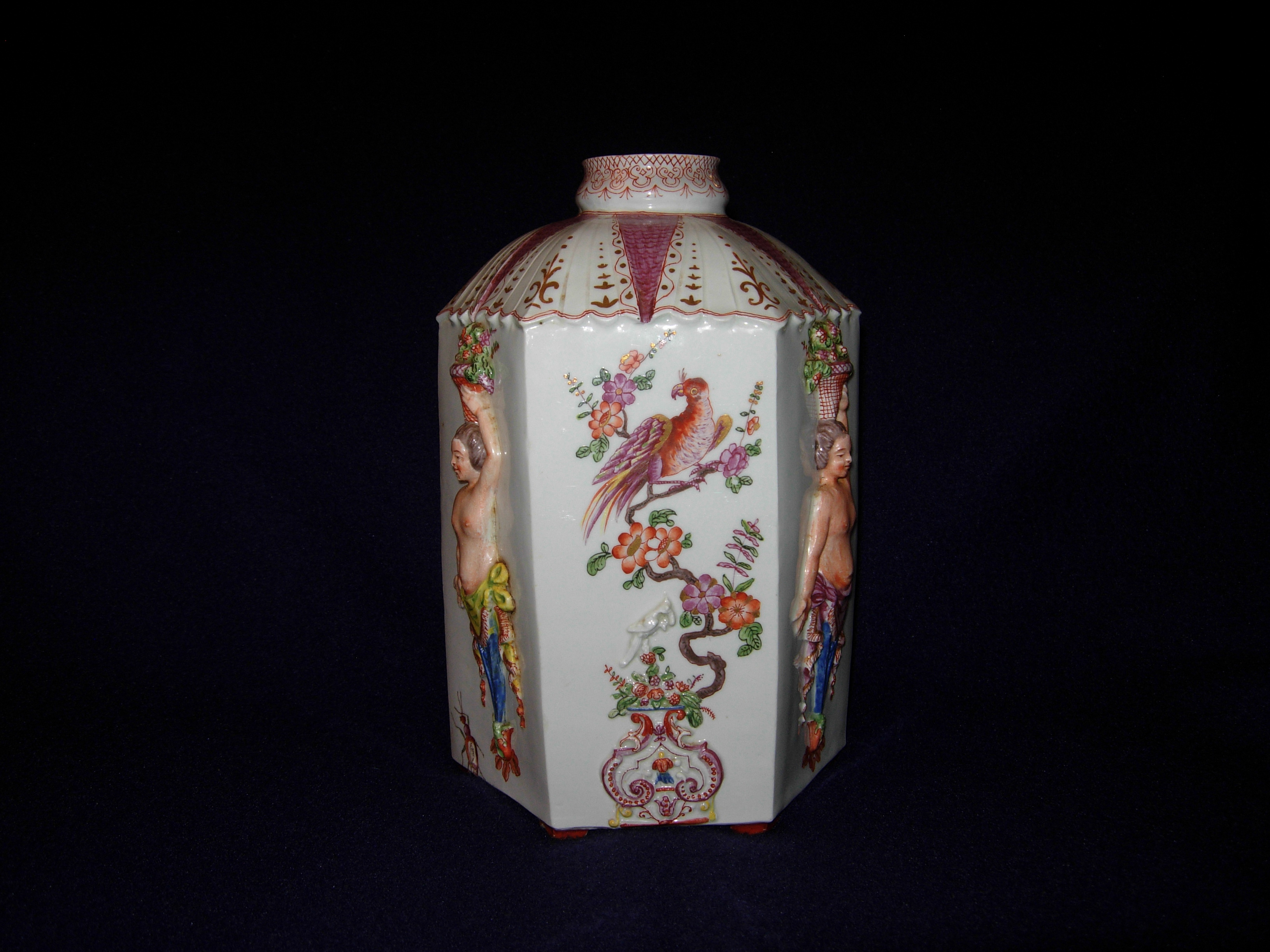
Vase, um 1725

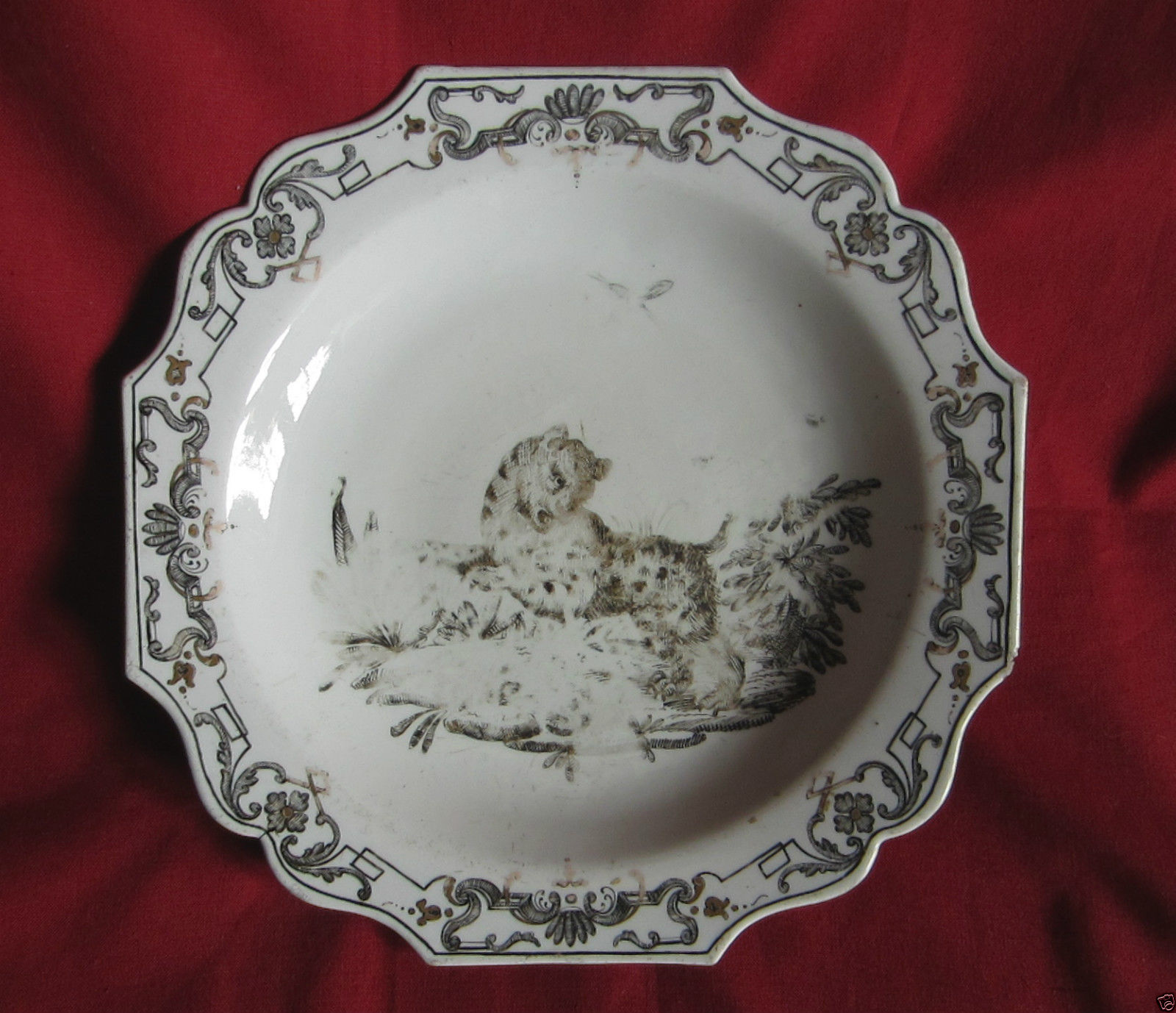
Schwarzlot-Teller aus einem Jagd-Service, um 1735

Im Januar 1710 wurde die Königlich-Polnische und Kurfürstlich-Sächsische Porzellanmanufaktur in der Albrechtsburg in Meißen gegründet, in der das erste Porzellan Europas bzw. das erste Hartporzellan weltweit hergestellt wurde. Die Herstellung des Meißener Porzellans galt als gut geschütztes Geheimnis.
Dennoch gelang es 1718 dem österreichischen Hofkriegsratsagent Claudius Innocentius du Paquier (1678–1751), das Produktionsgeheimnis in Erfahrung zu bringen. Er konnte auf diplomatischem Weg mit Hilfe des kaiserlichen Gesandten am polnisch-sächsischen Hof, Damian Hugo von Virmont, einige der Handwerker aus Meißen nach Wien abwerben und 1718 eine Porzellanmanufaktur errichten, die zweite in Europa.
Von besonderer Bedeutung war dabei das Engagement des Meißener Porzellan-Chemikers (Arkanisten) Samuel Stöltzel (1685–1737), der aus privaten Gründen nach Wien geflohen war. Ihm wurden ein Jahresgehalt von 1.000 Gulden, eine freie Wohnung und eine Equipage zugesagt. Er war für die Porzellanmasse und die Beschaffung der „Schnorrschen Erde“ (Kaolin) zuständig, wodurch die Porzellanproduktion Du Paquiers erst in Gang gebracht wurde. Am 7. April 1720 floh Stöltzel allerdings aus Wien, obwohl er sich für 10 Jahre verpflichtet hatte, und brachte aus Wien Porzellanmalfarben und Farbrezepturen nach Meißen mit. Vor seiner Flucht zerstörte er die Wiener Brennöfen und machte die vorhandene Porzellanmasse unbrauchbar, so dass ein Schaden von etwa 15.000 Talern entstand. Die Manufaktur konnte allerdings die Produktion rasch wieder aufnehmen.
Die Wiener Porzellanmanufaktur des Claudius du Paquier befand sich 1718 zunächst im Gräflich Kueffsteinischen Haus in der Vorstadt Rossau im Bereich der heutigen Liechtensteinstraße 43. 1721 verlegte man den Betrieb in den Breunerschen Sommerpalast; die Fabrik erstreckte sich schließlich von der heutigen Porzellangasse 51 bis zum heutigen Julius-Tandler-Platz. Der Manufaktur beschäftigte anfangs zehn Arbeiter. Vier Geschäftsführer leiteten das Unternehmen: der Gründer Claudius du Paquier, der Hofkriegsagent Peter Heinrich Zerder, der Wiener Kaufmann Martin Becker und der Kunstarbeiter Christoph Conrad Hunger; letzterer war ebenfalls aus Meißen „desertiert“, verließ Wien aber bereits 1720 wieder.
Mit der Gründung des Porzellanunternehmens unterzeichnete Kaiser Karl VI. am 27. Mai 1718 ein „Special Privilegium“, das Du Paquiers Manufaktur unter einen 25 Jahre währenden Schutz stellte und ihr eine Monopolstellung auf die Rechte der Porzellanherstellung innerhalb der Habsburgischen Länder einräumte. Der Kaiserhof in Wien hatte ein besonderes Interesse an der Niederlassung einer Porzellanmanufaktur, denn dadurch konnte den chinesischen Importwaren eine heimische Konkurrenz entgegengestellt werden, und ferner verblieb das Kapital im Land. Der spätbarocke Stil der Manufaktur wird heute noch die „Du-Paquier-Periode“ genannt.
Der wirtschaftliche Erfolg der Manufaktur war von Anfang an nicht zufriedenstellend; 1728 musste das Unternehmen ein Darlehen von 18.000 Gulden bei der Stadt Wien aufnehmen. 1743, nach 25 Jahren des Privilegs, war das Unternehmen mit einem Außenstand von 45.459 Gulden hoch verschuldet, und Du Paquier sah sich gezwungen, seinen Betrieb zu verkaufen. Unter Kaiserin Maria Theresia kam die Manufaktur mit Wirkung vom 10. Mai 1744 in ärarischen Besitz und wurde verstaatlicht. Unter ihrer Herrschaft wurde die Verwendung des österreichischen Bindenschildes in blauer Farbe eingeführt, mit dem jedes Stück unten als Fälschungssicherung versehen wurde. Dieses Merkmal wurde nach Auftragen mit dem Rest des Produktes glasiert, sodass es nicht mehr entfernt werden kann.
In dieser ersten Periode findet man häufig Formen, die auf ostasiatische Vorbilder zurückgehen; andere Modelle verwerten die Formen der damaligen Gold- und Silberschmiede. Eine kleine Gruppe von Porzellanen zeigt Formen, die ausschließlich auf Wien beschränkt sind und eine Eigenleistung der Manufaktur darstellen. Die Oberflächen der Wiener Porzellane waren anfangs selten von jenem blendenden Weiß, wie es die Meißener Produkte auszeichnete. Es standen der Manufaktur keine nahe gelegenen Kaolin-Lager zur Verfügung, so dass die Erde oft von weither geschafft werden musste. So zeigen die Fabrikate keinen einheitlichen Glasur-Ton und haben meist einen cremefarbenen, milden Glanz.

### Porzellanzimmer

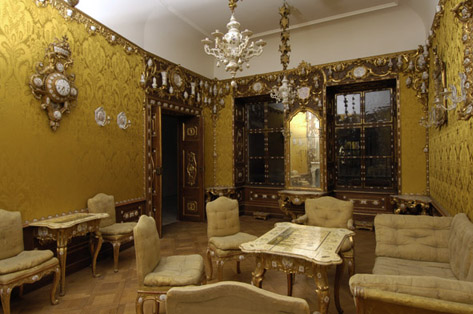
Porzellanzimmer aus dem Brünner Palais Dubsky, 1720–1735. (Ausstellungsort: MAK Wien)

Die Wiener Porzellanmanufaktur hat sowohl für den kaiserlichen Hof als auch für den Adel produziert. Das mit Abstand eines der wichtigsten Werke der Manufaktur war für Gräfin Maria Antonia von Czobor, einer geborenen Fürstin von Liechtenstein. Um 1700 wurden in Europa so genannte „Porzellan-Cabinette“ modern, deren Einrichtung Gräfin von Czobor in ihrem erworbenen Brünner Palais vorgenommen hat. Das Porzellanzimmer aus dem nachmaligen Palais Dubsky in Brünn hat eine der ersten Zimmerausstattungen mit europäischem Porzellan. Der Raum enthält über 1.500 Porzellanteile, die zwischen den Jahren 1720 und 1735 gefertigt worden sein müssen. Untersuchungen der Wandvertäfelung haben ergeben, dass das Interieur ursprünglich für einen anderen, unbekannten Ort hergestellt worden ist und erst später dem Brünner Palais in seiner Dimension verkleinert angepasst wurde. Im Jahre 1912 wurde das Porzellanzimmer für die Sammlung des k.k. Österreichischen Museums für Kunst und Industrie in Wien (heute Museum für angewandte Kunst) angekauft.

## Plastische Periode (1744–1784)

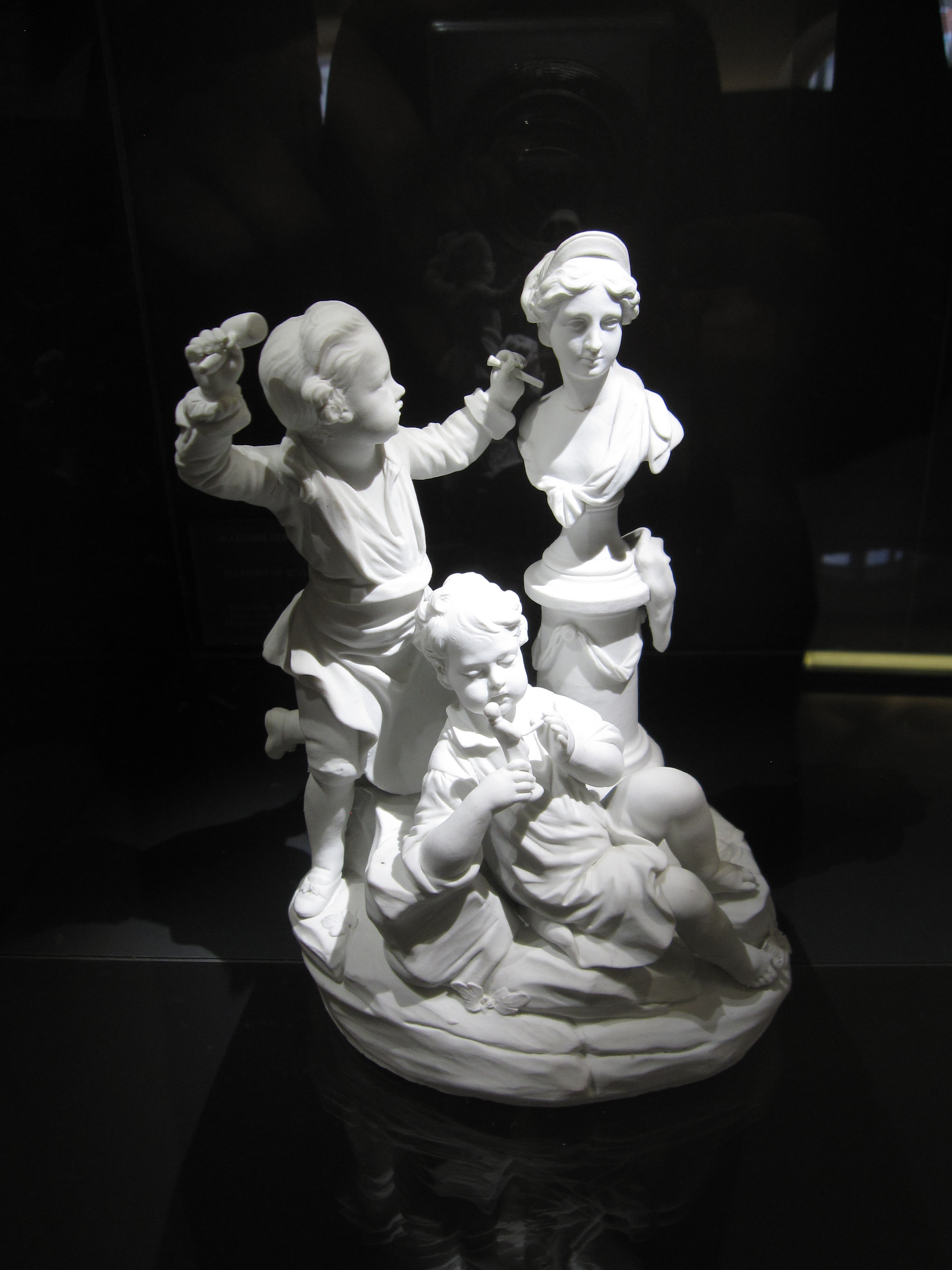
Allegorie der Bildhauerei aus der Kaiserlichen Manufaktur (Wien, um 1770)

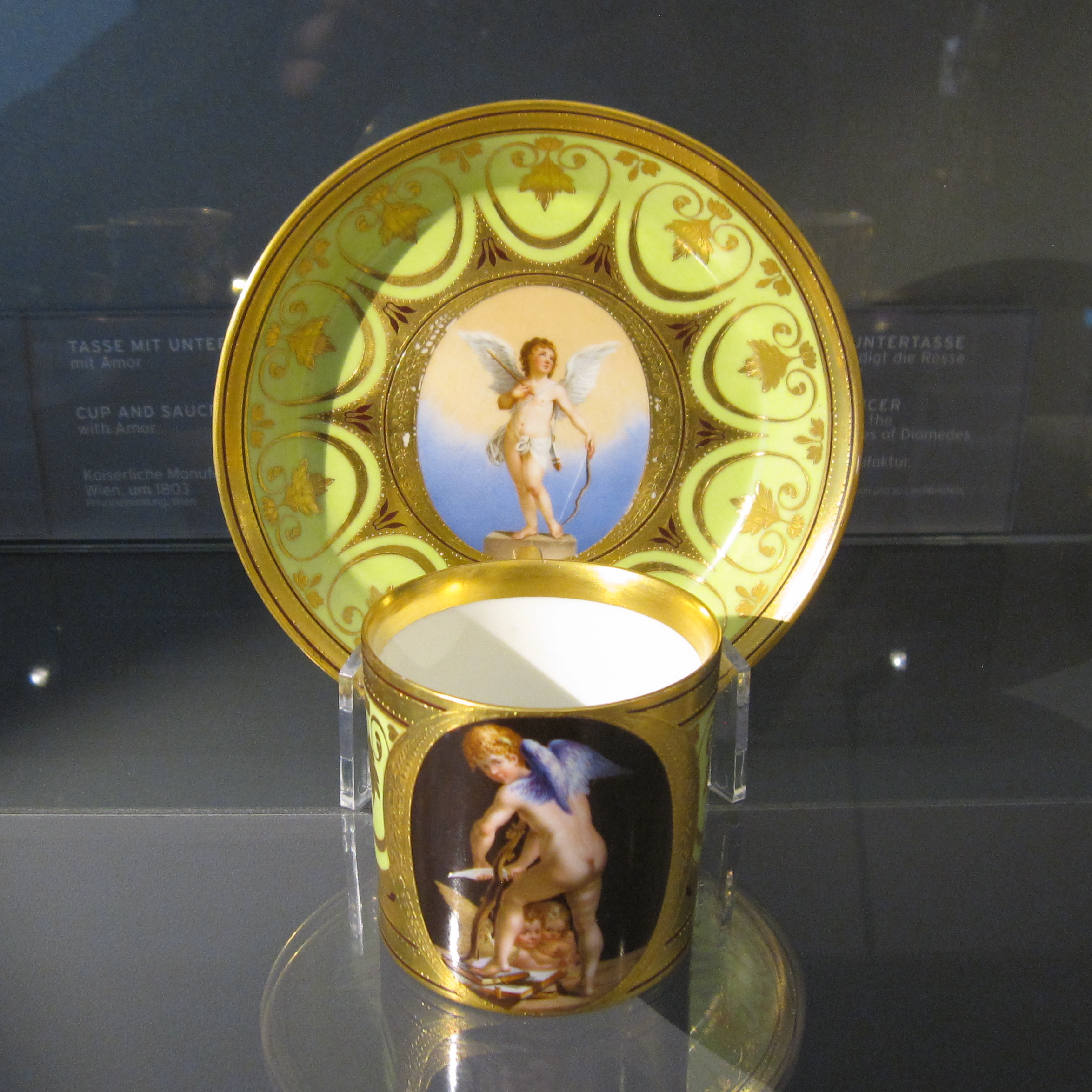
Tasse mit Untertasse mit Amor aus der Kaiserlichen Porzellanmanufaktur (Wien, um 1803)

Die Manufaktur erzeugte in dieser Zeit Produkte im typisch verspielten Rokoko, inspiriert von der Arbeit des französischen Malers Antoine Watteau. Die Phase von 1744 bis 1784 bezeichnet man als die „plastische Periode“, weil in diese Zeit die Hochblüte der figuralen Rokoko-Porzellankunst fällt; Direktor in dieser Periode war Franz Joseph Wolf von Rosenfeld. Herausragender Künstler dieser Epoche war der Bildhauer Johann Joseph Niedermayer, ein Schüler von Georg Raphael Donner, der 1747–1784 als Modellmeister in der Manufaktur tätig war.

## Malerische Periode (1784–1805)
Während der klassizistischen Periode war von 1784 bis 1805 Conrad Sörgel von Sorgenthal Direktor der Manufaktur, von dem sich die Bezeichnung „Sorgenthal-Porzellan“ ableitet. Dem Zeitgeist entsprechend konzentrierte man sich auf Produkte mit schlichten, geraden Linien, ohne Verschnörkelungen und wenig Zierrat in dezentem Weiß gehalten. Beliebte Motive kamen aus der Natur, wie Füllhörner, Akanthusblattranken und Palmetten. In dieser „malerischen Periode“ fällt die besondere Qualität der Porzellanmalerei auf, bei häufiger Verwendung von Reliefgolddekor und Kobaltblau. 1795 hatte der Vorsteher der Malerei an der Wiener Porzellanmanufaktur, Josef Leithner, durch Glühen von Aluminiumsulfat und Cobalt(II)-nitrat das Kobaltblau entdeckt, das eine der schönsten und haltbarsten Porzellanfarben darstellt. Sie wird auch als Leithners Blau oder Thénards Blau bezeichnet. Ab 1793 entwickelte Leithner mehrere Bronzefarben für Porzellan, darunter das Leithner Gold.

## Biedermeier (1805–1833)

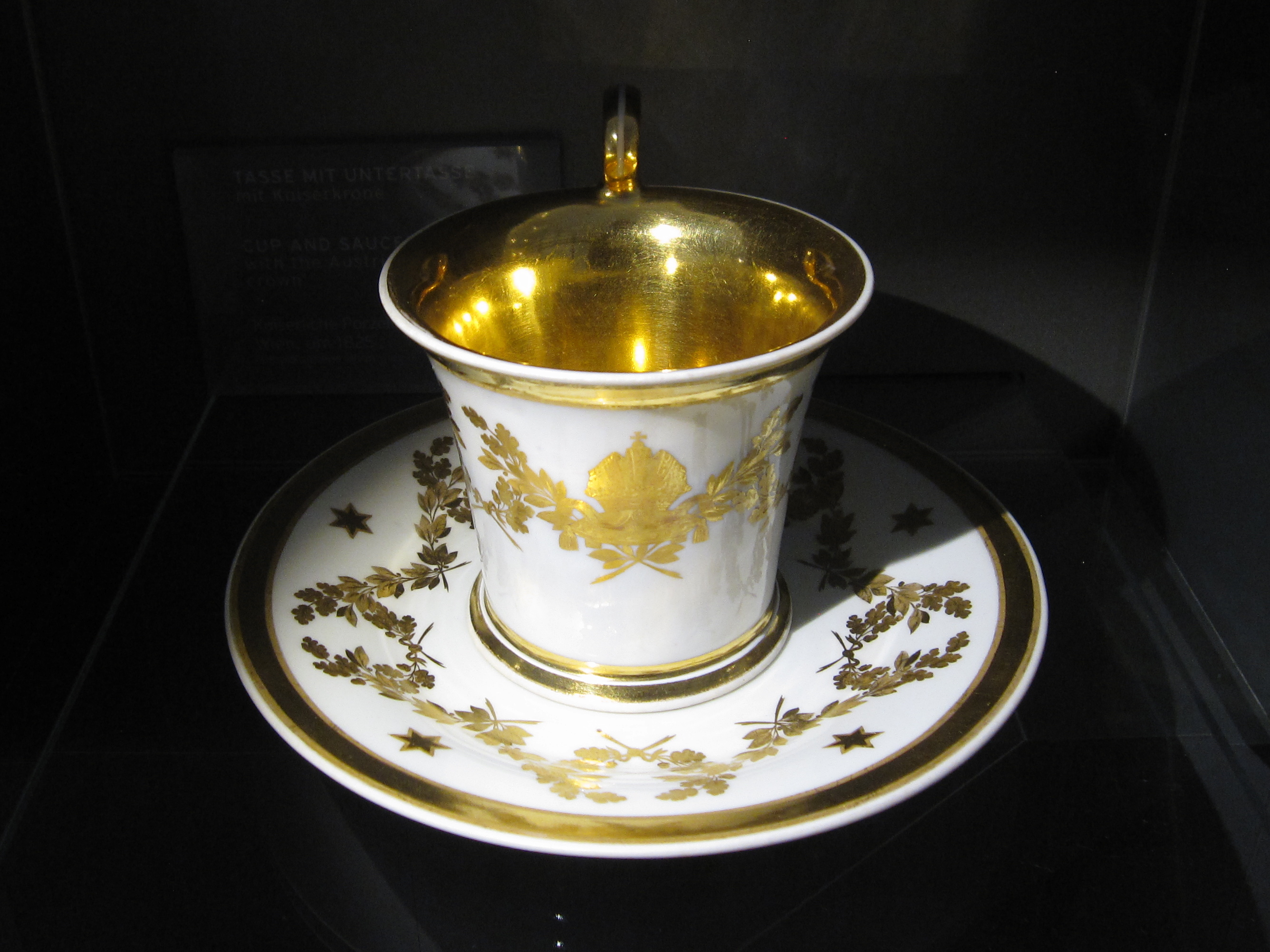
Tasse mit Untertasse mit Kaiserkrone aus der Kaiserlichen Porzellanmanufaktur (Wien, um 1825)

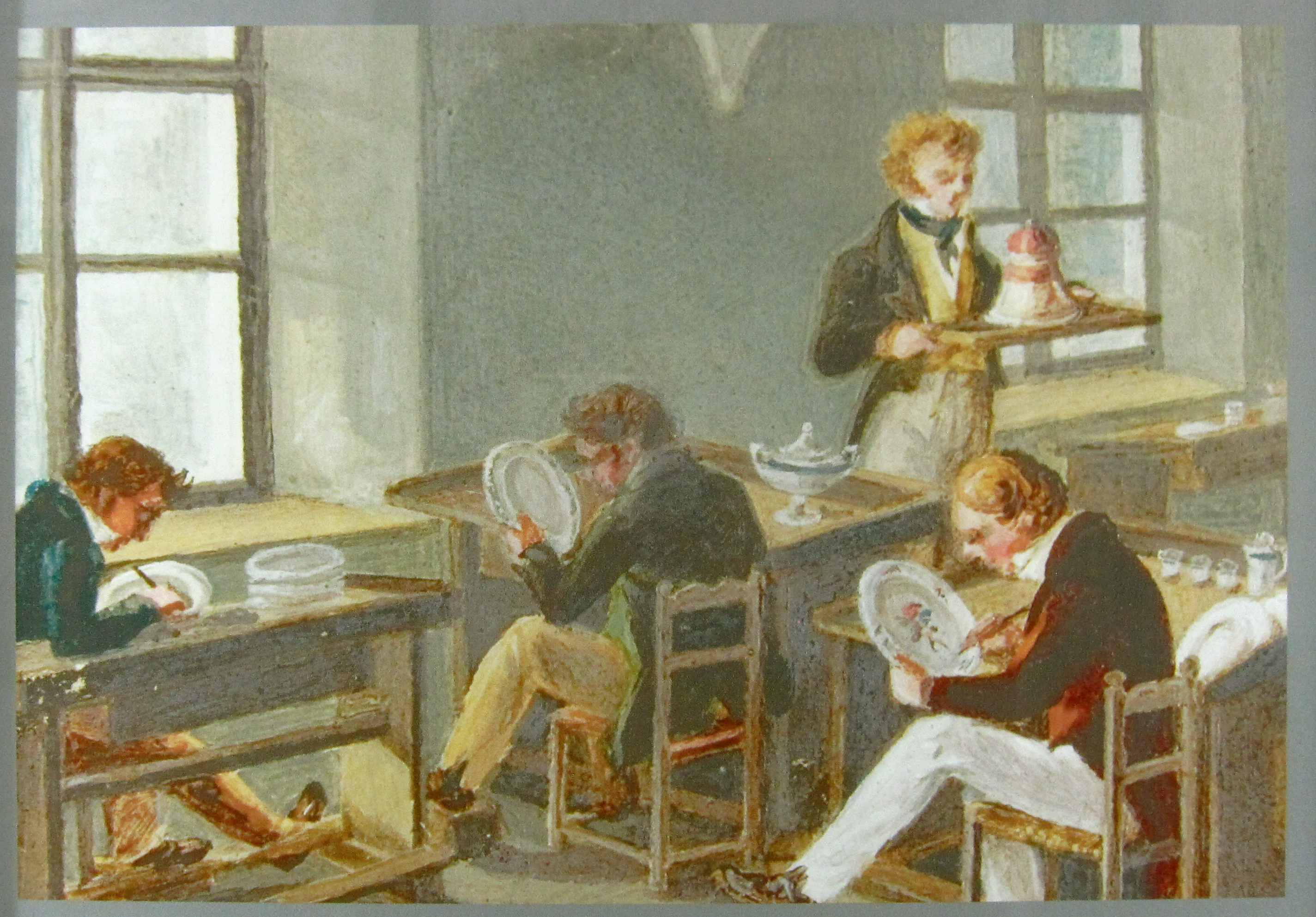
Einblick in die Malerstube der Kaiserlichen Porzellanmanufaktur, Wien (Ölskizze von Friedrich Reinhold, um 1830)

Die Kriege unter Napoleon Bonaparte im frühen 19. Jahrhundert brachten die Manufaktur an den Rand des Ruins. Mit dem Wiener Kongress 1814/15 setzte ein Aufschwung wieder ein. Die zahlreichen rauschenden Feste in Wien mit internationalen Gästen ließen den Bedarf an hochwertigem Porzellan sprunghaft ansteigen. Das Porzellan wurde häufig als Geschenk weitergereicht. Der preußische König Friedrich Wilhelm III. und Zar Alexander I. besuchten die Manufaktur. Direktoren in dieser Periode waren Matthias Niedermayer (1805–1827) und Benjamin von Scholz (1827–1833).

## Spätbiedermeier (1833–1864)
Im Spätbiedermeier und Frühhistorismus wurde die Kundenpalette von Hof und Adel um das Bürgertum ergänzt. Wachsendes Selbstbewusstsein und Wohlstand ließen auch diese Schicht nach dem Besitz von Wiener Porzellan streben. In dieser Zeit waren Motive mit Blumen besonders beliebt. Die Direktoren waren Andreas von Baumgartner (1833–1842), Franz von Leithner (1842–1855) und Alexander Löwe (1856–1864).

## Niedergang
Trotz großer Beliebtheit, höchster Qualität und ihres Status als k.k. Hoflieferant konnte die Manufaktur dem Wandel der Zeit nicht standhalten. Mit der zunehmenden Industrialisierung und der billigen Massenproduktion aus Böhmen wuchsen die Unternehmensverluste. 1864 musste die Manufaktur geschlossen werden. Die Gebäude wurden in den folgenden Jahren demoliert; an ihrer Stelle steht heute das Gebäude der Generaldirektion der Tabakregie (1903–1905 erbaut). Im Jahr 1862 wurde im Alsergrund (9. Bezirk) die Porzellangasse nach der Wiener Porzellanmanufaktur benannt.
Die Entwurfsskizzen für die Produktion wurden in die Sammlung des Museums für angewandte Kunst in Wien aufgenommen.
Die 1923 gegründete Porzellanmanufaktur Augarten führt die Tradition der Wiener Porzellanmanufaktur fort und produziert u. a. Nachbildungen von deren Entwürfen.